# 华妵
华妵（？—？），子姓，华氏，名妵，是宋戴公之孙华父督的后裔。
前521年，宋国的华氏作乱，翟偻新居住在华氏的新里，战斗开始后，到宋元公那里脱下铠甲表示归附，华妵居住在公里，也和翟偻新一样去归附宋元公。